# Ada Wojcyk
Ada Ignatjewna Wojcyk (ros. Ада Игнатьевна Войцик; ur. 19 lipca?/1 sierpnia 1905 w Moskwie, jako Jadwiga Wójcik, zm. 2 września 1982 tamże) – radziecka aktorka filmowa urodzona w rodzinie pochodzącej z Polski. Zasłużona Artystka RFSRR (1935). Została pochowana na Cmentarzu Chowańskim w Moskwie.

## Filmografia
- 1926: Czterdziesty pierwszy jako Mariutka, snajperka
- 1928: Kukła z milionami jako Maria Iwanowa
- 1928: Dom przy Trubnej jako Fienia
- 1929: Wesoły kanarek jako żona Ługowca
- 1933: Transporter śmierci jako Luiza
- 1936: Legitymacja partyjna[3] jako Anna Kulikowa
- 1941: Marzenie jako Wanda
- 1942: Mordercy wychodzą na drogę jako Marta
- 1944: Była sobie dziewczynka[4]
- 1953: Okręty szturmują bastiony jako królowa Karolina
- 1956: Sprawa nr 306[5] jako była partyzantka, ofiara wypadku
- 1956: Młode talenty[6]
- 1957: Egoistka jako Marija Morozowa
- 1957: Ulica jako matka Wasi
- 1958: Iwan Groźny: Spisek bojarów jako Helena Glińska, matka Iwana
- 1959: Sampo jako matka Lemminkäinena
- 1961: Kołysanka jako Jekatieryna Borisowna
- 1962: Dziewięć dni jednego roku jako Marija Tichonowna, żona Sincowa
- 1971: Wszyscy ludzie króla jako pani Littlepaugh